# 松墨天牛
松墨天牛（學名：Monochamus alternatus），又名松斑天牛、松褐天牛，是鞘翅目天牛科溝脛天牛亞科沟胫天牛族（Agniini）墨天牛属的一個物種，為完全變態，由腓特烈·威廉·赫波於1842年描述。
本物種以多種松樹為食，計有：北美短叶松（Pinus banksiana）、日本冷杉（Abies firma）、华山松（Pinus armandii）、马尾松（Pinus massoniana）及赤松（Pinus densiflora）等十多個物種，是线虫动物松材线虫（Bursaphelenchus xylophilus）的载体 。

## 分佈
本物種已知見於香港、越南、老挝、朝鲜民主主义人民共和国（朝鮮）、大韩民国（韓國）、日本、中國大陸及台灣。

## 亞種
- Monochamus alternatus alternatus (Hope, 1843)
- Monochamus alternatus endai Makihara, 2004